# Belloa
Belloa là một chi thực vật có hoa trong họ Cúc (Asteraceae).

## Loài
Chi Belloa gồm các loài: